# Acraspedon bolivianus
Acraspedon bolivianus är en skalbaggsart som beskrevs av Soula 2002. Acraspedon bolivianus ingår i släktet Acraspedon och familjen Rutelidae. Inga underarter finns listade i Catalogue of Life.